# Zoltán Magyar

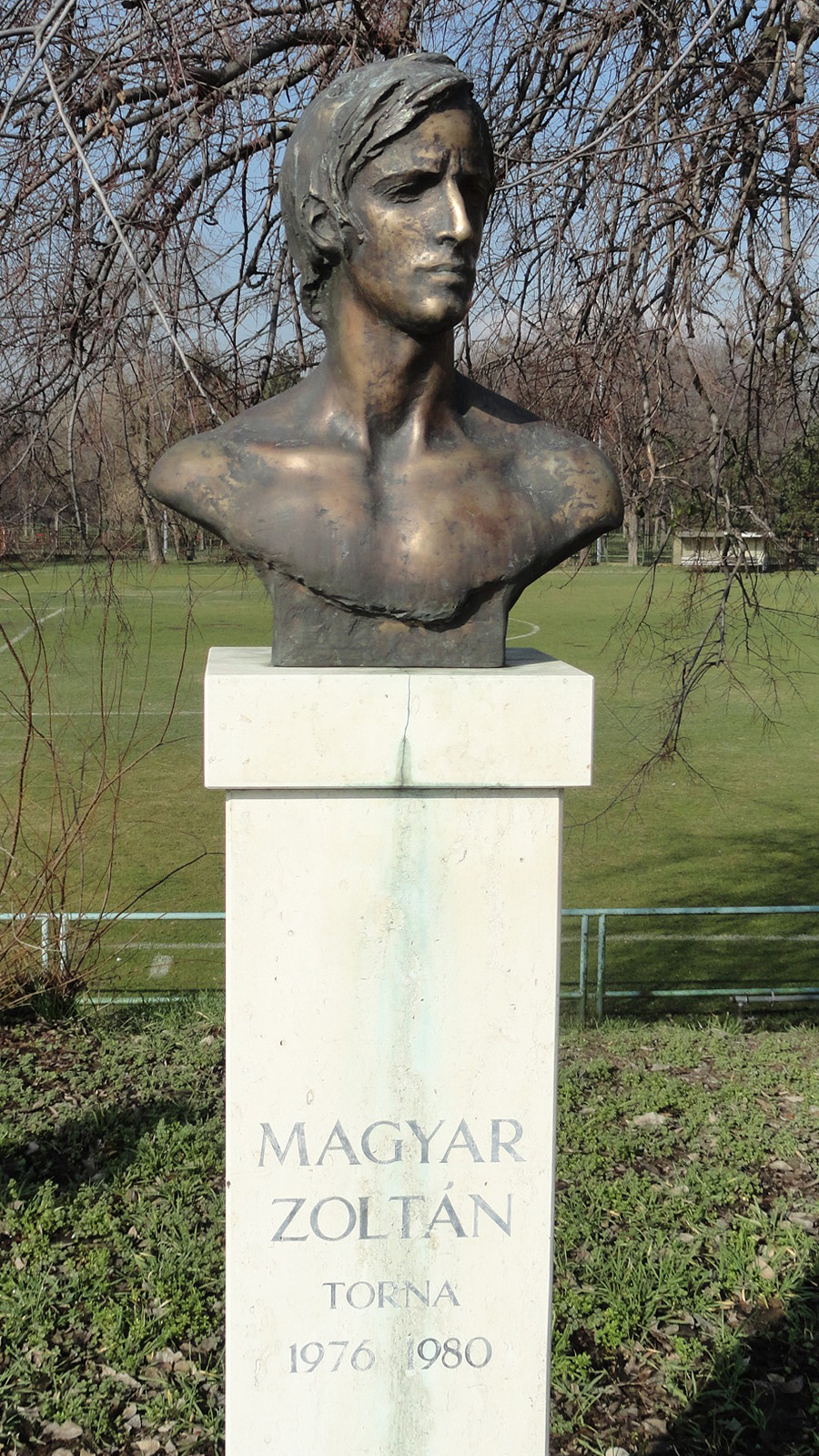
Büste von Zoltán Magyar

Zoltán Magyar (* 13. Dezember 1953 in Budapest) ist ein ehemaliger ungarischer Kunstturner. Magyar war in den 1970er Jahren der überragende Turner auf dem Seitpferd, der von 1973 bis 1980 alle großen Meisterschaften an diesem Gerät gewann.

## Karriere
Magyar gehörte Ferencváros Budapest an und trainierte unter Lászlo Vigh. Magyar begann 1965 mit dem Turnen und gehörte ab 1971 zur ungarischen Nationalmannschaft.
Bereits mit 18 Jahren nahm Magyar an den Olympischen Spielen 1972 in München teil, dort belegte er Rang 29 in der Einzelwertung und Platz 8 mit der ungarischen Mannschaft, konnte sich aber noch für kein Gerätefinale qualifizieren. Ein Jahr später gewann er bei der Europameisterschaft in Grenoble Gold auf dem Seitpferd. Bei den Turn-Weltmeisterschaften 1974 in Warna siegte Magyar mit 0,2 Punkten Vorsprung auf den Russen Nikolai Jefimowitsch Andrianow. Bei der Europameisterschaft 1975 in Bern konnte Magyar seinen Titel von 1973 erfolgreich verteidigen. Mit Platz 4 erreichte er in Bern die beste Mehrkampf-Platzierung seiner Karriere.
1976 bei seiner zweiten Olympiateilnahme belegte er mit der Mannschaft Platz 4, knapp hinter der Riege aus der DDR. In der Mehrkampfwertung wurde Magyar Neunter und im Pferdsprung Fünfter. Am Pauschenpferd war er erneut nicht zu schlagen, mit 19,7 Punkten erzielte er die höchste Punktzahl aller Gerätefinales. 1977 gewann er in Vilnius seinen dritten Europameistertitel. Bei den Turn-Weltmeisterschaften 1978 erreichte er mit 19,8 Punkten erneut die beste Note aller Geräte. Mit 0,375 Punkten Vorsprung auf den zweitplatzierten Eberhard Gienger erreichte Magyar den größten Vorsprung seiner Karriere. Ein Jahr später bei den Turn-Weltmeisterschaften 1979 in Fort Worth steigerte sich Magyar auf 19,825 Punkte, hatte aber nur 0,1 Punkte Vorsprung auf den US-Amerikaner Kurt Thomas. Zum Abschluss seiner Karriere nahm Magyar 1980 in Moskau zum dritten Mal an Olympischen Spielen teil. Im Mehrkampf belegte er den neunten Platz, gewann aber mit der Mannschaft Bronze, nachdem Japan und die Vereinigten Staaten die Spiele boykottierten. Am Seitpferd erreichte Magyar mit 19,925 Punkten einmal mehr die Höchstnote aller Geräte.
1974, 1978 und 1980 wurde Magyar zu Ungarns Sportler des Jahres gewählt. Nach den Olympischen Spielen 1980 beendete Magyar seine Leistungssportkarriere. Er arbeitet heute als Tierarzt in Budapest. 2012 wurde Zoltán Magyar in die International Gymnastics Hall of Fame aufgenommen.

## Spezialübungen
Zwei von Magyar erfundene Übungsteile wurden nach ihm benannt und gehören heute zum Standard am Seitpferd. Beim Magyar-Wandern bewegt sich der Turner im Querverhalten über das gesamte Gerät und zeigt dabei Kreisflanken. Bei der Magyar-Spindel dreht der Turner eine Pirouette auf dem Gerät und zeigt dabei Kreisflanken.